# Chiesa di San Giorgio Martire (Cremeno)
La chiesa di San Giorgio Martire è la parrocchiale di Cremeno, in provincia di Lecco e arcidiocesi di Milano; fa parte del decanato di Primaluna.

## Storia
L'edificio fu ricostruito tra il 1657 e il 1692 su una precedente chiesa romanica, staccatasi nell'anno Mille come cappellania dalla chiesa matrice di Primaluna. Dell'antica chiesa rimane ancor'oggi la torre campanaria. La nuova chiesa venne consacrata il 25 giugno del 1746 e intitolata a san Giorgio.

## Descrizione
Sia all'esterno sia all'interno, la chiesa si presenta come un edificio in stile barocco.

### Esterno
La facciata della chiesa è caratterizzata da un portico a fornici arcuati, scanditi da pilastri con lesene addossate e caratterizzate da capitelli di varie fatture. Sotto questo portico si trova una gradinata che consente l'accesso alla chiesa; un altro ingresso è posto sul lato meridionale dell'edificio. 
All'esterno della chiesa, addossate alla parete, si trovano le cappelle della Via Crucis risalente alla fine del XVIII secolo.

### Interno
La chiesa è caratterizzata da un'unica navata con transetto. 
Lungo le pareti si aprono diverse cappelle, tra cui quella dedicata a San Giorgio. All'interno di quest'ultima si trova un polittico del 1534, un tempo erroneamente attribuito al Bergognone ma che si è poi scoperto esser stato realizzato da Sigismondo De Magistris e dal suo allievo Ambrogio Arcimboldi. Quest'opera è composta da sei dipinti: in basso al centro la Madonna con Bambino, affiancata dai santi Giovanni Battista e Caterina a sinistra e dai santi Lucia e Pietro apostolo a destra. In alto è raffigurato un san Giorgio e il drago con ai lati i santi Francesco e Ambrogio a sinistra e i santi Pietro martire e Antonio abate a destra.
La chiesa conserva inoltre stucchi degli Aliprandi, sculture realizzate dai Gaggini e un altare settecentesco ad opera dell'Albinola.